# The Grass Company
The Grass Company is een bedrijf in Noord-Brabant dat vier coffeeshops exploiteert in ’s-Hertogenbosch en Tilburg. The Grass Company was het eerste bedrijf dat een coffeeshop opende buiten de randstad, en de verkoop van cannabis combineert met restaurants.

## Geschiedenis
Na de eerste ontwikkelingen in de Randstad te hebben aangekeken besloot een groep mensen om ook in het zuiden van Nederland een dergelijk cannabis verkopende zaak te beginnen. Omdat, bij gebrek aan regels, nog niet duidelijk was wat werd gedoogd en wat niet, werd er in 1981 heimelijk begonnen met het verkopen van cannabis in de kelder van koffiehuis Le Copain aan de Spoorlaan in Tilburg. In 1982 werd deze opgevolgd door de eerste openlijke coffeeshop van Noord-Brabant: Ochtendgloren. Dit was het begin van een snel groeiend bedrijf dat werd uitgebreid tot vier coffeeshops, waarvan er drie ook restaurant zijn. In 1987 opende The Grass Company een vestiging in een voormalig sigarenmagazijn aan het Emmaplein in ’s-Hertogenbosch onder de naam Pistache, en in 1989 een tweede coffeeshop in Tilburg onder de naam Highlander. Deze laatste werd in 2002 verhuisd naar een groot monumentaal pand vlak bij het centraal station in Tilburg en draagt sindsdien de naam The Grass Company. In 2008 werd in 's-Hertogenbosch coffeeshop Twins overgenomen, waarmee het totaal aan vestigingen op vier komt. Inmiddels is The Grass Company met vier zaken en bijna honderd medewerkers een van de grootste cannabisondernemingen van Zuid-Nederland.

## Het bedrijf
The Grass Company bestaat uit vier coffeeshops in Noord-Brabant, twee in ’s-Hertogenbosch en twee in Tilburg. Naast de verkoop van cannabis richt zij zich in haar bedrijfsvoering vooral op haar functie als eetgelegenheid. Van de vier coffeeshops hebben er drie een keuken. Ook hebben alle vestigingen een kleine headshop, waar cannabis gerelateerde producten en merchandise wordt verkocht. Het bedrijf profileert zich als ‘normaal’ eetcafé met donkerbruine interieurs, bediening aan tafel en een functie als leerbedrijf. Door middel van voorlichting en informatiebijeenkomsten stelt zij zich ten doel het imago van de coffeeshop in Nederland te verbeteren.

## Politie-invallen
Na een inval in 2011 meldde de politie in een distributiecentrum van de keten 15.000 joints en acht kilo hennep te hebben gevonden. Volgens de advocaat van de shop ging het om 250 gram. De shop werd niet vervolgd en twee medewerkers werden schuldig bevonden zonder strafoplegging. De rechtbank keurde daarmee de aanwezigheid van twee dagvoorraden voor de vier coffeeshops goed. In mei 2013 was het bedrijf onderwerp van een onderzoek naar zwart geld. Op 4 juli 2014 vonden er invallen plaats in twintig panden, waaronder de vier coffeeshops en het kantoor van TGC Trading. Een van de coffeeshops werd een half jaar gesloten omdat er 7,5 kilo softdrugs in het pand aanwezig was.

## Zaak-Johan van Laarhoven
Op 14 juli 2014 verzocht Nederland de Thaise autoriteiten om medewerking aan een onderzoek tegen The Grass Company-oprichter en voormalig eigenaar Johan van Laarhoven, die sinds 2008 in Thailand woont. De Thaise politie reageerde hierop met de arrestatie van Van Laarhoven en zijn Thaise vrouw. Van Laarhoven werd in Thailand voor het witwassen van het met de coffeeshop verdiende geld veroordeeld tot een gevangenisstraf van 103 jaar, waarvan hij er 20 moet uitzitten. Ook zijn vrouw kreeg een gevangenisstraf. Tweede Kamerleden van D66, PvdA, SP, GroenLinks, Partij voor de Dieren, Groep Bontes/Van Klaveren, 50PLUS, fractie Houwers en fractie Klein stelden Kamervragen over de zaak en de rol van Nederland bij de arrestatie van Van Laarhoven. Advocaat Gerard Spong en voormalig Spuiten en Slikken-presentator Filemon Wesselink spannen zich in voor zijn vrijlating. Ook de Nationale Ombudsman schreef een kritisch rapport. In april 2019 beloofde justitieminister Ferdinand Grapperhaus dat hij zich ging inspannen om Van Laarhoven naar Nederland te halen. In augustus dat jaar reisde hij daartoe persoonlijk naar Thailand om met de Thaise autoriteiten te onderhandelen. In januari 2020 is Van Laarhoven overgeleverd aan Nederland om de rest van de straf in Nederland uit te zitten (hiervoor is overigens een gratieverzoek ingediend) en voor vervolging in Nederland voor belastingfraude en witwassen.